# Zahlada
Zahlada  – polski zespół rockowy wykonujący muzykę, którą trudno zdefiniować za pomocą terminów gatunkowych. Jego założycielami byli poeta i wokalista Radosław Sączek, używający pseudonimu Sanczez, oraz gitarzysta Artur Iwanowski. Muzycy do współpracy zaprosili skrzypaczkę Ewę Jabłońską i basistę Macieja Adamczyka związanych uprzednio z zespołem Indukti.

## Historia
Zespół Zahlada został utworzony w Warszawie przez muzyków związanych wcześniej z kilkoma zespołami zaliczanymi do odmiennych stylistycznie nurtów. Zadebiutował na scenie w 2012 r. Muzycy, wbrew proweniencji kojarzonej z dynamiczną, ostrą, nierzadko ciężką muzyką, w swoim artystycznym manifeście zadeklarowali odkrycie na nowo organicznego związku melodii i tekstu. Związku bazującego na akustycznym brzmieniu i świadomej rezygnacji z instrumentów perkusyjnych, gdzie melodię kształtują skrzypce, gitara, bas, samplery i syntezatory, a tekst - poeta (Ogólnopolski Konkurs Poetycki im. Jacka Bierezina).

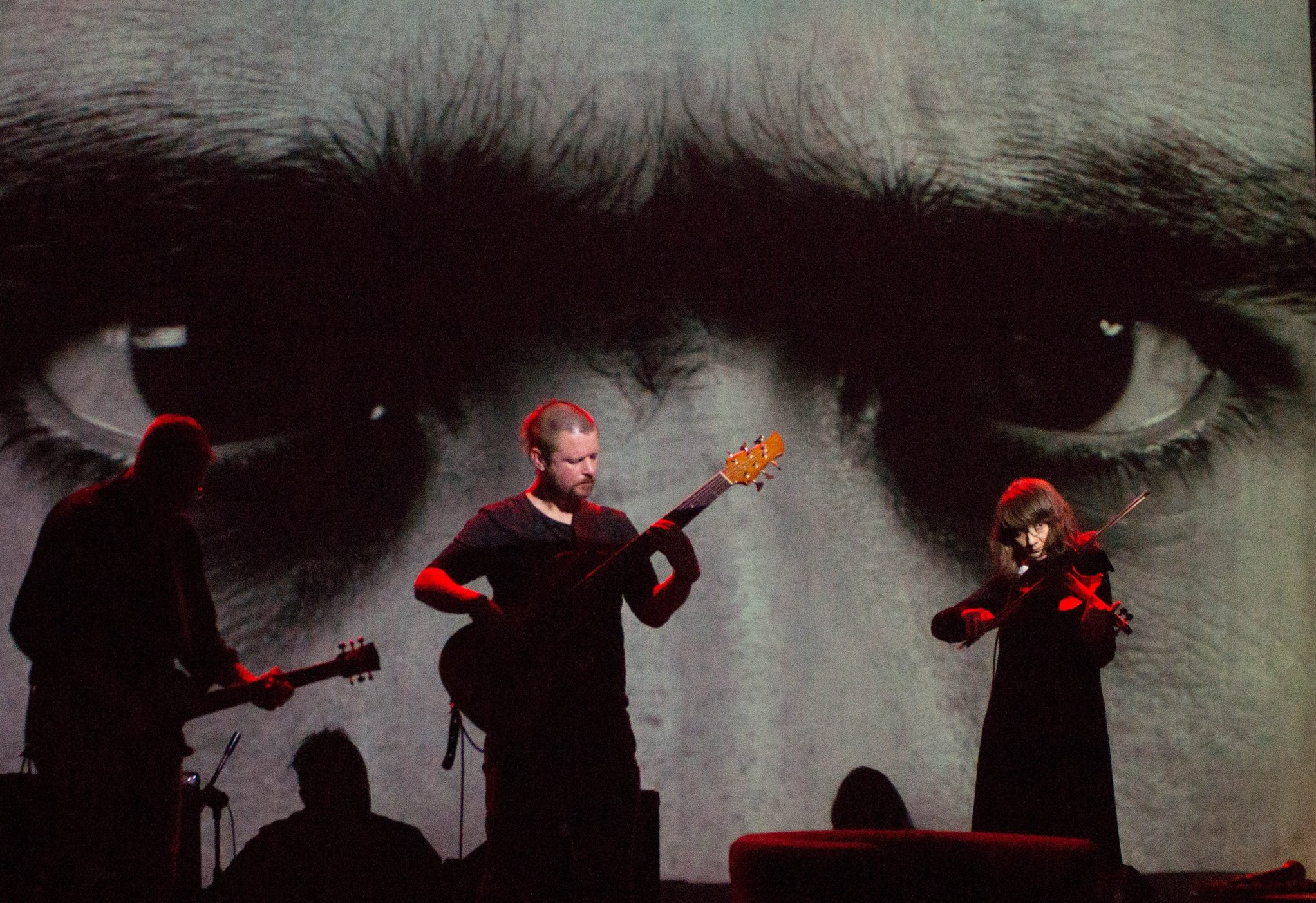
Zahlada podczas koncertu 7 listopada 2017

Zahlada od samego początku bardzo wyraźnie akcentowała swoje związki ze środowiskami twórczych ludzi w rozmaitych dziedzinach artystycznych, chętnie koncertując podczas wieczorów autorskich i wernisaży. Wydawnictwa zespołu ozdabiają grafiki Justyna Parfianowicza oraz fotografie Magdy Zagrzejewskiej. Oprawą koncertów są wizualizacje Leszka Orczykowskiego. Sanczez równolegle z aktywnością muzyczną angażuje się w działalność literacką. W 2017 r. ukazał się zbiór jego poezji zatytułowany Późny_debiut
Muzycy Zahlady wśród muzycznych inspiracji wymieniają trip-hop, industrial, krautrock i indie. Hołdują idei DIY, samodzielnie realizując, produkując i rozpowszechniając swoją twórczość. 

### 2013: Zahlada
W 2013 r. ukazała się debiutancka płyta Zahlady. Album został nagrany w całości na taśmę analogową na 16-śladowym magnetofonie. Zawierał spokojne, działające na wyobraźnię, refleksyjne piosenki, w których każdemu dźwiękowi i każdemu słowu, a nawet oddechowi, nadano wartość. Piosenki swobodnie dryfujące pomiędzy poezją śpiewaną, a rockiem ze szczyptą elektroniki w roli przyprawy, w których brzmieniu jest coś niedzisiejszego – zarówno w warstwie melodycznej, jak i lirycznej. 

### 2016: Zwidy

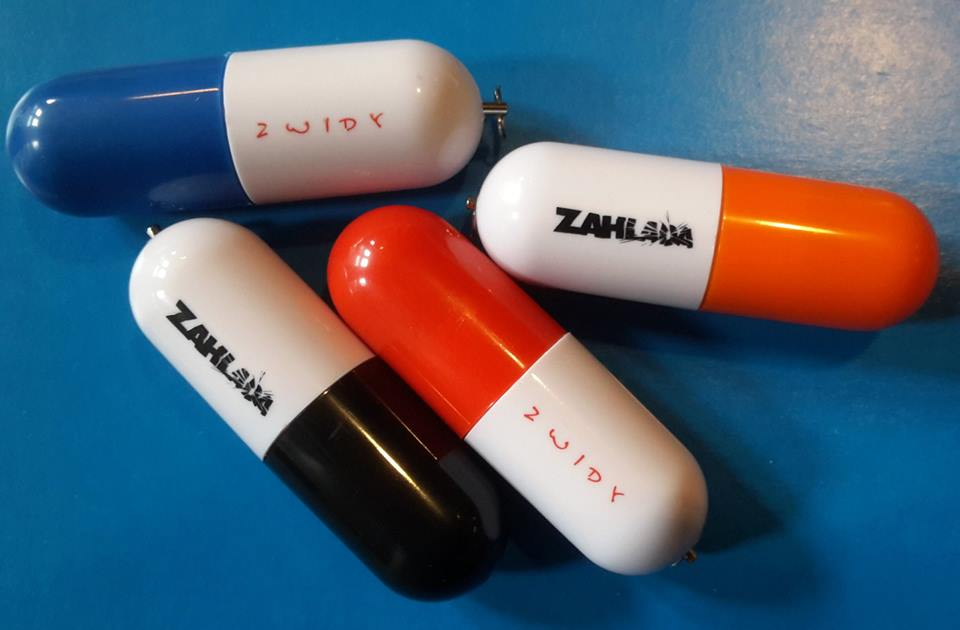
Kapsułki z płytą Zwidy zespołu Zahlada

Jesienią 2016 r. ukazał się kolejny zbiór utworów Zahlady zatytułowany Zwidy. Tym razem zespół zrezygnował z tradycyjnych nośników muzycznych i całość udostępnił wyłącznie w postaci elektronicznej, m.in. w pakiecie zawierającym pendrive w kształcie pastylki. W odróżnieniu od debiutanckiego albumu, akustycznego i świadomie pozbawionego warstwy perkusyjnej, tym razem grupa zdecydowała się na rozbudowane struktury muzyczne, elektroniczne bity, a przede wszystkim mocno zelektryfikowała brzmienie, nadając swoim utworom fantasmagoryczny klimat urojeń i iluzji. W jednym z utworów gościnnie zaśpiewała Edyta Glińska.

## Skład
- Sanczez - śpiew, syntezatory, teksty
- Ewa Jabłońska - skrzypce
- Maciej Adamczyk - gitara basowa
- Artur Iwanowski - gitara
- Leszek Orczykowski - wizualizacje

## Dyskografia
- Zahlada (2013)
- Zwidy (2016)